# Ernst Wiehle
Ernst Wiehle (ur. 24 października 1894, zm. ?) – as lotnictwa niemieckiego Luftstreitkräfte z 6 potwierdzonymi zwycięstwami w I wojnie światowej.
Ernst Wiehle służbę w  wojsku rozpoczął 15 października 1913 roku w Saxon Pioneer Batalion. Z jednostką brał udział w walkach w 1914 i 1915 roku. Został ranny 12 lipca 1915 roku, a 2 grudnia tego roku został przeniesiony do Luftstreitkräfte. Przeszedł szkolenia w FEA 5 w Hannowerze oraz FEA 9 w Darmstadt. Po ukończeniu Jastaschule I w Valenciennes został przydzielony do Schusta 3. W jednostce odniósł pierwsze zwycięstwo powietrzne - 16 kwietnia 1917 roku w okolicach Corbeny zestrzelił samolot typu SPAD. Został odznaczony Krzyżem Żelaznym I klasy (9 września 1917). 26 czerwca 1918 roku został skierowany do Jagdstaffel 43, gdzie odniósł kolejnych 5 zwycięstw. Ostatnie dwa 28 i 29 października.
Wszystkie zwycięstwa w Jasta 43 odniósł na samolocie Albatros D.VII.
Powojenne losy Wiehle nie są znane.